# Paul Lochard
Paul Lochard, est un écrivain haïtien né à Petit-Goâve en 1835 et mort en 1919[⁵].

## Biographie
Paul Lochard est né en 1835 à Petit-Goâve. Il a mené une carrière de professeur, ensuite il fut nommé directeur de la douane de Port-au-Prince. Dans les années 1904, il est nommé responsable du journal officiel le Moniteur,. Il est un fervent chrétien, sa poésie en inspire beaucoup. Contrairement à ses contemporains, Paul Lochard n'est pas considéré comme un poète romantique.

## Œuvres
Paul Lochard a publié deux recueils de poésies:
- Les Chants du soir (Paris, Imprimerie Kugelmann, 1878)
- Feuilles de chêne (1907)

## Esthétique ou l'art du poète
Paul Lochard est un écrivain assez peu romantique. Dans ses œuvres, il n'aime pas se mettre en scène pour nous faire partager ses sentiments intimes. Dans Les Chants du soir l'amour fait frissonner quelques vers, mais c'est a peine s'il apparait dans Feuilles de chêne. on ne lui voit guère non plus le sentiment de la nature. Lochard cite son pays parfois, mais dans une langue trop générale, avec bien peu de sens du pittoresque et de l'image tropicale.
Très remarque par sa chrétienté, sa poésie est a la fois religieuse et philosophique avec parfois des accents patriotiques. donc, il n'est pas un romantique dans le sens qu'il ne dépeint pas les sentiments du cœur ni ne décrit les charmes du paysage tropical chers aux poètes haïtiens. Paul Lochard puise son inspiration dans sa quête spirituelle.
Certains critiques haïtiens [⁵] ont relevé dans les deux recueils de l'auteur, “Chants du soir” et “Feuilles de Chêne ”, les thèmes de la Patrie, de la mélancolie, le sentiment chrétien et ont souligné la dimension philosophique de son œuvre. Eddy Arnold Jean, dans son essai «Le Dix-neuvième siècle haïtien - Littérature Haïtienne[⁵]», y a souligné «les sentiments nobles, [...], par exemple, le souci du bonheur et de l'avenir de la Patrie, l'exaspération devant les injustices de ce monde, [...], l'angoisse de la conscience déchirée par l'épineux conflit de la raison et de la foi»[⁵] . Le Dr. Ghislain Gouraige, cité par Eddy Arnold Jean, a vu en Paul Lochard « l'un des poètes les plus humains de la littérature haïtienne par la façon dont il exprime sa foi, sa soumission à Dieu et son souci du bonheur de sa patrie»[⁵].

Voici quelques vers tirés d'un de ses poèmes : le titre renvoie à ces rares accents patriotiques relevés dans l'œuvre de Lochard.
Nos aïeux

Trois longs siècles durant, l'infortunée Afrique

Voyait partir ses fils pour la jeune Amérique

Garottés, entassés dans l'affreux négrier ;

Et des fils de l'Europe, escrocs au cœur d'acier,

Les venaient, sans pudeur, vendre nus sur les  plages!

Adieu, patrie, adieu, chanson de leurs villages!

Là, dans son labyrinthe immonde , plein de sang!

Ces hommes les jetaient au monstre  repoussant,

Comme sous leurs forfaits, sous leurs ignominies,

On jetait les bandits aux noires gémonies.

Or, ces fils de l'Afrique, humbles, doux, ingénus, 

Étaient des innocents dans cet enfer venus.

Énigme dont frémit la justice éternelle !

Si l'homme vient de Dieu, si l'âme est immortelle,

Si l'invisible voit ce qu'on fait ici-bas,

Comment devant ces faits ne reculait-on pas?

Noirs produits du passé ! Fuyez, laves impures, 

Sinistre étonnement des époques futures!

Mais toi, mon Haïti, ma mère ! Ô mon pays,

Garde les souvenirs de nos pères meurtris!
— Paul Lochard, (Nos Aïeux, extraits)